# Rippershausen
Rippershausen település Németországban, azon belül Türingiában. Lakosainak száma 796 fő (2023. december 31.). Rippershausen Wahns és Mehmels községekkel határos.

## Népesség
A település népességének változása:
| Lakosok száma | 841  | 845  | 796  | 795  | 796  |
|               | 2017 | 2019 | 2021 | 2022 | 2023 |